# Ehemalige Leinenweberei und Hanfspinnerei
Die ehemalige Leinenweberei und Hanfspinnerei (Ex Linificio Canapificio), auch bekannt als ex Toselli, ist ein ehemaliger Industriebetrieb in Ferrara (Via Marconi 37), der von der Stadtverwaltung Ferrara und anderen Einrichtungen genutzt wird.

## Geschichte
Während die Stadt Girolamo Savonuzzi und Enrico Coen Cagli (die bereits für die Società Porto Industriale di Venezia gearbeitet hatten) mit der Planung des Industriegebiets beauftragte, wurde Carlo Savonuzzi mit der Planung des Baus des Linificio Canapificio betraut. Das Gebäude wurde 1938 an der Straße nordwestlich der Stadtmauern nach Pontelagoscuro in der Nähe des neuen Industriegebiets errichtet.
Mit dem Ende des Zweiten Weltkrieges und der Krise der Hanfproduktion wurde daraus die Pflugfabrik Toselli, die später in Agriful, ein mit FIAT verbundenes Unternehmen, umgewandelt wurde.

## Architektur
Das im Stil des Rationalismus im Rahmen der Addizione Novecentista von Ferrara errichtete Gebäude zeichnet sich durch vier Türme aus, die sich an zwei bogenförmige Flügel (zwei Stockwerke) anschließen, die durch einen großen, stufenförmigen Eingang verbunden sind. Die Fassaden sind mit quadratischen, um 45 Grad geneigten Terrakotta-Vorsprüngen verziert, die die Fenster einrahmen.

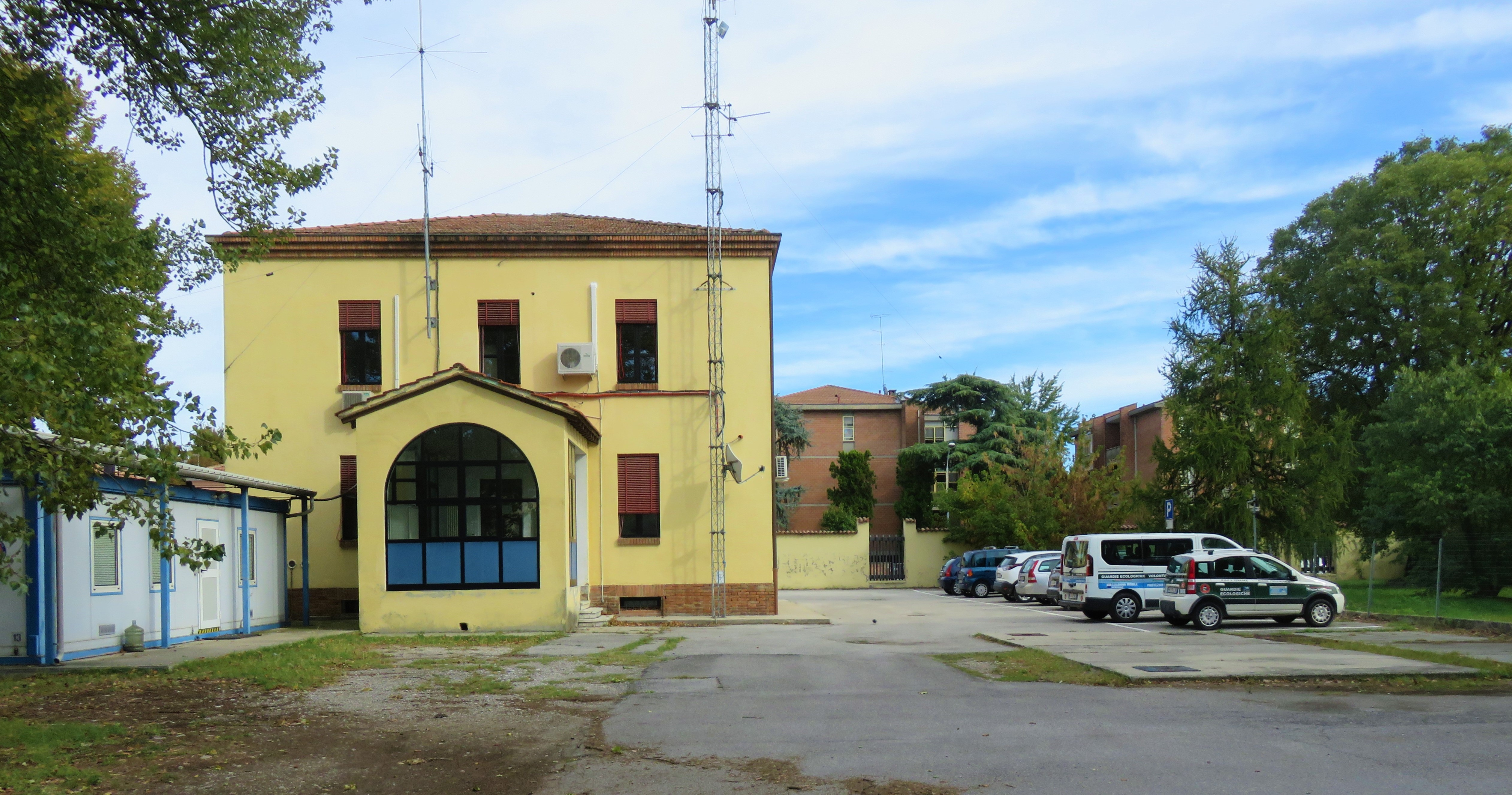
Gebäude des Zivilschutzes

Sehr interessant sind zum Beispiel die Treppenhäuser der vier Türme. Sie sind einfach und raffiniert zugleich und folgen auf elegante Weise dem geschwungenen Verlauf der Struktur von Carlo Savonuzzi. Die von den Wachtürmen geschaffenen Korridore erinnern im Grundriss an das M. von Mussolini.

## Zivilschutz
Im südlichen Innenbereich befindet sich der Zivilschutz von Ferrara. Das Hauptquartier ist in einem separaten Gebäude untergebracht, die Zufahrt für die Einsatzfahrzeuge befindet sich jedoch in der Via Marconi 37.